# 天體命名
天體命名就是為天文觀測所見到或發現的天體取名字。
在古老的時候，只有太陽、月球和數百顆恆星以及肉眼可以看見的行星有名字。但在過去的數百年，天文學上辨認出來的天體數量已經從數百顆增加至數十億顆，而且每年還有更多的新天體不斷的被發現。天文學家需要一套辨識系統，能明確且不含糊的分辨出這些天體，同時對令人感興趣的天體給予特別的名字，而且這些名稱必須是有意義的，能夠呈現這些天體的特質。
國際天文學聯合會（IAU）是全球天文學家和其他的科學家認可，能為天體命名的唯一機構。為了能給予任何天體一個明確的名稱，該學會已經建立一套命名系統，能系統化的為各種不同的天體命名與排列順序。
在中国，部分天体有专用汉语名称，天体命名规则大致上与国际标准名称一致，详见后文。

## 恆星
在地球的天空中，亮度達到以裸眼就可以看見的天體只有數千個。這也就是文明古國可以命名的恆星數量。由於人類生理上的限制，肉眼可以看見的恆星數量有明確的上限，以視星等表示是到6等星，或是約1萬顆的恆星。但隨著望遠鏡聚光能力的增加，可以看見的恆星數量變得更多，所以就有更多的恆星需要命名。最早的命名系統，現在仍然很受歡迎和使用的是使用星座的名稱來標示其中恆星的拜耳命名法。
國際天文學聯合會是國際公認唯一能為天體和表面特徵命名與分配名稱的唯一權威機構，這樣做的目的是確保名稱的分配是非常清楚。已經有許多歷史上的星表，也定期進行巡天調查，新立新的星表。所有在新近建立的星表中標示的天體，都會有一個“起始”的縮寫，使其在國際天文學聯合會的全域目錄中能保持唯一性。在起始之後，不同的恆星目錄有不同的命名約定，但現代的目錄傾向於遵循一套通用規則，使資料保有一定的格式。

### 固有名稱
在國際上，大約有300到350顆恆星有被認可的固有名稱，例如Betelgeuse（參宿四）、Rigel（參宿七）和Vega（織女星）。有專有名（也稱為固有名稱或歷史名稱）的恆星往往是在天空中最突出的亮星。根據國際天文學聯合會的資料，除了為數有限的亮星有具有歷史意義的名字，大多數的專有名都承襲自阿拉伯文（參見阿拉伯星名列表），因為他們開啟了現代的天文學。請參見恆星固有名稱列表。
有些恆星可能有多個傳統名稱，像許多不同的文化，它們都有獨自命名的恆星名稱。例如北極星，就有許多不同的名字：Alruccabah、Angel Stern（天使斯特恩），Cynosura、Lodestar、Mismar、Navigatoria、Phoenice、Pole Star（極星）、Star of Arcady（阿卡狄星）、Tramontana和Yilduz。在人類歷史上，在不同的時間和地點，由不同的文化給了不同的名字。
距離地球最近的恆星通常被稱為Sun（太陽），在其它的語言也有相同意義的語詞（例如，兩位都說法語的天文學家，會稱之為le Soleil）。然而，在科幻小說中，通常會使用拉丁文的名字：Sol。

#### 以人名命名
大約有兩打的恆星以人名命名，像是巴納德星和卡普坦星，都是以受尊敬的天文學家的名字命名。然而這些都是具有歷史意義的名字，而且以後不會再以人名來為恆星命名。國際天文學聯合會作為能夠為天體命名的唯一機構不會承認諸如恆星命名公司銷售恆星假名字的商業做法，而國際天文學聯合會在網站上使用charlatanry（騙子行為）一詞描述這種公司。

### 星表
隨著望遠鏡聚光能力的增加，可以看見的恆星數量也越來越多，也就是有更多的恆星需要給予名稱。取而代之的是，它們被分配使用不同的星表來命名。舊有的星表是使用任意分配的名稱與數量，或者使用基於所在的星座以簡單的系統命名。這意味著使用不同的星表，同一顆恆星會有不同被指定的名稱。

#### 拜耳命名法
1603年，大約1,500顆最亮的恆星首度以拜耳命名法發表於《測天圖》。在這份清單中，每一顆恆星的名稱都是由一個小寫字母後面跟隨著其所屬星座的拉丁文名稱。這個名稱使用所有格，因此結尾通常都是ri、ii、is和ae（參見88星座所有格）。此外，常用三個字母的縮寫，例如仙女座的α And（壁宿二）、半人馬座的α Cen（南門二）、南十字座的α Cru（十字架二）和β Cru（十字架三）、船底座的ε Car（海石一）、天蝎座的λ Sco（尾宿八）和人馬座的σ Sgr（斗宿四）。在24個小寫希臘字母用完後，會使用大寫字母和小寫的拉丁字母，例如A Cen（半人馬座A）、D Cen（庫樓九）、G Sco（傅說）、P Cyg（天津增九）、b Sgr（狗國四）、d Cen（庫樓五）和s Car（海山一）。
在望遠鏡增加了分辨能力之後，許多過去被認為是單一天體的物件被發現是在太空中距離很近的光學恆星系統，這導致加上數字來區分以前未能解析出其位置的恆星。例如，θ Sgr稍後被標示為θ¹ Sgr（天淵增二）和θ² Sgr（狗國增二），而它們本身又各自是雙星和三合星。

#### 佛蘭斯蒂德命名法
佛蘭斯蒂德命名法以星座拉丁文的所有格和數字的組合為恆星命名，例如51 Pegasi（室宿增一）和61 Cygni（天津增廿九），大約命名了2,500顆。它們最常用在沒有拜耳名稱的恆星，或當拜耳名稱有上標數字時；像是ρ¹ Cnc（軒轅增十九）通常就會以簡單的55 Cnc為首選。

#### 近代的星表
多數的現代星表是使用電腦，由高解析度、高靈敏度的望遠鏡，產生結果非常大量的產物。例如Guide Star Catalog II就有超過9億9800萬顆不同天體條目的星表。這些星表中的天體通常都被以很高的解析度數值，指出它們在天空中的位置以及所屬的星表。這個例子像是SDSSp J153259.96-003944.1，此處起始的SDSSp指出它的原始出處是史隆數位巡天的星表，其它的字元是該天體的天球座標。

### 緻密恆星

#### 脈衝星
脈衝星的命名是由脈衝星的英文（pulsar）縮寫"PSR"加上其赤經和赤緯座標組成。例如PSR B1937+21，1937是指該脈衝星位於赤經19 h37m，+21是指其赤緯為+21°，B意味著赤經和赤緯值是歸算到曆元1950年的值。此外，J則表示赤經赤緯值是歸算到曆元2000年的值。

#### 黑洞
黑洞還沒有一致的命名規範。超大質量黑洞以它們所在的星系名稱來標示，例如NGC 4261、NGC 4151和M31，根源於它們是出自NGC還是梅西爾星表。
其它的黑洞，像是天鵝座 X-1 －極有可能的恆星黑洞，依據他們所屬的星座和發現順序編錄。帶有大量數字的是指出它們在座標上的位置，且首碼會帶有發現或調查它們的儀器縮寫，例如SDSS J0100+2802（此處SDSS是史隆數位巡天的標準縮寫）和RX J1131-1231，是錢卓X射線天文台觀測的。

### 超新星
超新星發現者向IAU的天文電報編輯中心（CBAT）提出報告，該中心會自動給此一發現統籌的臨時名稱。從歷史上看，當超新星被確認後會屬於某一"類型"，CBAT也會發出通報賦予年度號－字母序號，和發現的細節。一顆超新星永久的名稱是由標準前綴字元"SN"、發現年度附加一或兩個拉丁字母的尾碼組成。每年最前26顆超新星按照大寫字母從A到Z依序排列，之後的超新星用小寫字母從"aa"到"az"，接續是"ba"直到"zz"。例如，著名的SN 1987A是1987年發現的第一顆超新星。自1885年以來，已經發現數千顆超新星。近幾年，有幾專案保留他們發現的極遠距離超新星，在他們內部進行後續的處理，並不向CBAT彙報。自2015年開始，CBAT已經縮減其發布、分配和指定超新星名稱與類型的工作：在2014年9月，CBAT發布了那一年發現的100顆超新星名稱和詳細資料。但2015年至9月，CBAT只發布了20顆超新星在那一年的名稱。CBAT已將一些服務改由天文學家電報代理。
歷史上有四顆超新星只單純的以發現的年代標示：SN 1006（有史以來最亮的恆星事件）、SN 1054（其殘骸是蟹狀星雲和蟹狀星雲脈衝星）、SN 1572（第谷新星）和SN 1604（克卜勒星）。
自1885年以後，無論在一整年是否只發現一顆超新星，後綴字母都不能省略（雖然自1947年以來從未發生）。由於技術進步和觀測時間的增加，每年都有數以百計的超新星被國際天文學聯合會發布，在2007年更有創紀錄的超過500顆。當年的最後一顆超新星是SN 2007va，指出它是第527顆 (事實上，這是破紀錄的一年)。然而，此後每年報告的超新星一直穩定下降。

### 新星
新星剛被發現時會指定以"Nova"加上星座名稱的所有格與發現的年號做為臨時名稱的格式，例如“Nova Cygni 1974”（1974天鵝座新星）和“Nova Scorpii 2010”（2010天蝎座新星）。官方的永久名稱很快就會列入變星總表（GCVS），使用GCVS的變星格式命名。若同一年內在同一個星座出現兩顆或以上的新星，就會在後面追加一個尾數碼，像是“Nova Sagittarii 2011 #2”（2011#2人馬座新星）、“Nova Sagittarii 2011 #3”（2011#3人馬座新星）等等。

### 恆星命名公司
有幾家營利性的恆星命名公司出售他們自行製做的恆星清單上的恆星，供買家選擇任何名稱登記在他們私設登記冊中。這些公司通常會否認其事實上與任何科學團體沒有合作關係，但這樣的禮物只有新奇和象徵的性質。為恆星命名的新奇和強勁的需求，使這些公司的業務不斷，甚至客戶還自認為消息靈通。然而，國際天文學聯合會和絕大多數的天文學家都不會認同這些名稱是合法的。多數的天文組織（和大多數的國際科學組織）都表明國際天文學聯合會是唯一可以為天體命名的合法機構。這些公司有時會將同一顆星以兩個以上不同的名稱出售給不同的人，而顧客不會被告知，亦無法在事後獲得任的賠償。

## 星座
歷代天文學家根據感覺的樣式，將天空的區域任意的分割成一個個的星座。在歐洲，開始只有形狀的描述，後來才與希臘神話中諸神的故事聯繫起來。然而，星座的名稱和數量在不同的星圖中並不一樣。儘管毫無科學上的根據，但對人們而言，包括天文學家，這提供了天空中有用的參考點。在1930年，由尤金·約瑟夫·德爾波特重新劃分和固定了星座的邊界，並且經由國際天文學聯合會認可，使天球上的每一個天體都只歸屬於特定的單一星座。
在中國，星官就相當於星座（三垣、四象、和廿八宿是並存的系統），此系統早在春秋末期就已形成，《史記‧天官書》中就已經列出了89個星官、五百餘顆的星，而《晉書‧天文志》中則載有283個星官、1464顆恆星。在日本亦有其自成一格的星官命名方式。

## 星系
如同恆星一樣，絕大多數的星系都沒有名字。少數的例外，像仙女座星系、渦狀星系等等，其它的大多數只有星表的編號。
在19世紀，對星系的確切性質還不清楚，因此在早期的星表中只是單純地和星雲、疏散星團、球狀星團和星系是在一起的：梅西爾星雲星團表只收錄了110個，M31是仙女座星系，M51是渦狀星系。新星雲星團總表（NGC，J. L. E. Dreyer 1888年）則更為龐大，總共收錄了將近8,000個天體，但依然是混合了星系、星雲和星團；此外還有IC星表等其他附加星系總表的衍生。

## 行星
天空中最亮的行星在遠古時代就已經被命名。科學的名字取自羅馬人用的名字：Mercury、Venus、Mars、Jupiter、和Saturn，我們自己所在的行星通常就稱為Earth（然而，各國的天文文學家都會使用自己的母語。例如，法語是la Terre）。不過，在歷史上人類是到最近才認知地球是一顆行星。地球既然是一顆行星，因此有時也會被按其拉丁文的科學常規名稱被稱為Terra。拉丁文被做為國際的科學語言的慣例是源自第一批的近代天文學家哥白尼、克卜勒、伽利略、牛頓和其它人等長期的使用。這也是為什麼後來發現的行星也隨著使用的原因。
至少有兩顆新發現的天體被稱為行星：
- 天王星：威廉·赫歇爾在1781年發現。
- 海王星：约翰·戈特弗里德·伽勒依據于尔班·勒威耶的預測在1846年發現。

這些名字都來自希臘或羅馬神話，使它能與古老的行星名稱匹配——但在命名之前還是有過爭議。例如，威廉·赫歇爾在1781年發現的天王星，最初被稱為喬治之星以尊崇當時的英國國王喬治三世，而在德國天文學家約翰·波德依據希臘羅馬神話將它命名為天王星之前，法國天文學家稱它為赫歇爾。天王星這個名稱直到1850年才被各界普遍的接受。
從1801年開始，在火星和木星之間的小行星陸續被發現。最初的幾顆（穀神星、智神星、婚神星、灶神星）起初也被歸類為行星。而當越來越多的小行星被發現之後，它們很快就被剝奪掉行星的地位。另一方面，冥王星在1930年被發現時也被歸類為行星，因為它的位置遠遠的超出了當時所知距離太陽最遠的小行星。遵循這種模式，一些假設的天體被預先命名如下： 
- 祝融星：假設存在於水星軌道內側的行星。
- Phaeton：希臘神話中太陽神的座車，被假設為存在火星和木星之間的行星，被認為是小行星的前身。
- 西密斯：公平正義（法律裁判）的女神，被假設為土星的衛星。
- 普西芬尼：希臘神話的陰間女王，還有一些其它的名字，留給比冥王星更遠的行星。

這些名字都出自古典神話，但被視為只有從西方的觀點考量這些行星。科學家在他們的社群中會使用這些名字，但一般社群也會有其自身的替代名字。然而國際天文學聯合會並不贊同天文學家在其國際研討會中使用母語來稱呼行星。例如，木星在阿拉伯文中是‎（Al-Mushtarīy） ，或在中國官話稱呼Neptune為海王星（Hǎiwángxīng）。
在冥王星發現之後的60年，已有越來越多的海王星外天體陸續被發現。根據 古柏帶天體（KBOs）分類的準則，冥王星被質疑若在1990年代才被發現，是否會被歸類為行星。它的質量比過去所認定的小了許多，加上鬩神星的發現，使它僅僅只是兩顆最大的海王星外天體之一。在2006年，冥王星因此被重新分類為不同的類別，與鬩神星還有一些其它的天體被稱為矮行星。

### 系外行星
目前，國際天文學聯合會還沒有商議太陽系外行星（其它恆星的行星）的命名系統。命名的程序是由國際天文學聯合會公共行政委員會轄下的行星和行星的衛星命名工作小組處理。指定的科學命名原則通常包括一個與恆星對應的經常名稱或專有名詞或其縮寫，之後跟隨著一個小寫字母 （從’b’開始），像是飛馬座51b（51 Pegasi b）。
長久以來，大寫字母被國際天文學聯合會用在聯星或多星系統的命名規則中。以大寫字母A指定主星，相較於伴星它通常是系統中較大和較亮的，伴星就依續使用B、C等後續的字母。例如，天狼星，夜空中最明亮的恆星，是一對聯星；肉眼能看見的是天狼星A，它的伴星天狼星B是昏暗的白矮星。因此，圍繞著南門二（半人馬座α）三合星B星的第一顆系外行星稱為南門二Bb（半人馬座αBb）。如果一顆系外行星的軌道是繞著聯星系統的兩顆星，例如，環繞著克卜勒34 A與B的行星，它的名字就會是這樣：克卜勒34(AB)b （Kepler-34 b）。又例如：天鵝座 16 Bb，是在天鵝座 16B周圍發現的第一顆恆星，而它本身是天鵝座 16 (HD 186408) 三合星中的一顆。偶爾，有些恆星的名稱會附加上羅馬數字（页面存档备份，存于） (例如：Sol I、Sol II、Sol III)，但這除了科幻小說之外，很少會用到。

## 天然衛星
地球的衛星被簡單的稱為月球，或在不同語言中的同義詞（例如，使用法語的天文學家會稱之為la Lune），有時稱為Luna（這是拉丁語中的"月球"）。其他行星的天然衛星一般以神話人物來命名，但天王星的衛星使用莎士比亞或亞歷山大·蒲柏作品中的人物來命名。
當衛星第一次被發現時，會給它們一個臨時的名字，像是“S/2010 J 2”（2010年發現的第二顆木星的衛星），或是“S/2003 S 1”（2003年發現的第一顆土星衛星）。最前面的"S/"代表是衛星（satellite）， 有別於這的其它首碼“D/”、“C/”和“P/”，用於彗星；“R/”用於行星或衛星的環。這些名稱有時會被寫成“S/2003 S1”，省略掉第二個空白字元。後面接續的數值是西元年度，字母代表所屬的行星（J是木星，S是土星，U是天王星，N是海王星；預期中其它的行星不會再發現衛星，火星和水星的英文首字母相同都是M，為消除歧異，會以H代表水星）。冥王星在被重歸類為矮行星之前，則是以P來標示。當在小行星周圍找到衛星時，使用的識別碼是括弧中的數字。因此，(243) 艾女星（Ida）的衛星艾衛（Dactyl）在1993年被發現時的臨時名稱是“S/1993 (243) 1”；一旦確定名稱之後，它的名字就成為(243) Ida I Dactyl。相似的，冥王星的第四顆衛星是在其重歸類為矮行星並賦予小行星的序號之後才被發現，其臨時名稱就是“S/2011（134340）1”，而不是S/2011 P 1。然而，新視野號的團隊不認同矮行星的分類，依然使用後者。
- H = 水星（Hermes）
- V = 金星（Venus）
- E = 地球（Earth）
- M = 火星（Mars）
- J = 木星（Jupiter）
- S = 土星（Saturn）
- U = 天王星（Uranus）
- N = 海王星（Neptune）

註：水星被分配為“H”很可能是國際天文學聯合會指定的，但這還需要確認USGS Gazetteer of Planetary Nomenclature（页面存档备份，存于）；因為這要嚴格地遵守國際天文學聯合會的指導方針。
在幾年或幾個月後，當一顆新發現的衛星已經被證實和完成軌道的測定之後，一個永久的名稱便會替換S/之後的臨時名稱。然而，在過去，一些衛星的命名卻經歷了令人驚訝的漫長時間。歷史上一些主要的衛星如何獲得它們當前的名稱，請參見衛星的命名。
隨著地球之外的天然衛星首度被發現，羅馬編號的制度就被引進：伽利略以羅馬數字Ⅰ至Ⅳ標示伽利略衛星（從木星向外編號），有部分是故意要刁難競爭的對手西門·馬里烏斯，因為他提出了現在採用的名稱，使用麥地奇家族成員的名字來命名，但當時未能贏得青睞。相似的編號方案，在圍繞著土星和火星的衛星被發現後，也很自然地被採用。雖然，數字最初是要指定衛星在軌道上的順序，但新衛星的發現很快就不能符合這項規劃（"木衛五"的軌道就比"木衛一"更接近木星）。這項規則很快就成為過去，在19世紀結束之際，除了早先歷史上的例外，數字或多或少反映了衛星發現的先後順序（請參見太陽系天體發現時間列表）。

## 小行星
最初，小行星不僅像行星的命名並且也和行星一樣配有圖形：名稱取自希臘或羅馬神話，並且傾向使用女性的名字。在1898年發現第一顆穿越火星軌道的小行星之後，不同的選擇被認為是適宜的，因此有了(433) 愛神星。這開啟了命名的模式，主帶的小行星使用女性的名字，而男性的名字則用在軌不尋常的小行星。
年復一年，當更多的小行星被發現之後，這種命名法顯然不足以滿足需要，於是有了新的制度。目前為小行命名的主要的權責機構是小天體命名工作小組（Working Group on Small Bodies Nomenclature, WGSBN）。小行星被觀測到時，會先被分配一個臨時序號，型式為“2006  EL67”（第一部分是發現的年份，第二部份定義在該年度內發現的順序，詳細資訊請參考臨時序號）。如果同一顆小行星有足夠多的觀測資料可以計算出軌道，就會獲得一個永久性的編號——它是循序的數字——可以作為引證之用，例如(231346)  2006 EL67。
在指定分配序號之後，發現者有機會提出建議的名稱，如果這個名稱被國際天文學聯合會接受了，就會替換掉臨時序號。因而前述的例子，2006 EL67就會被命名成為(231346) Tao fan-lin。這個名稱會在官方出版的小行星通報中公告，並且簡短解釋名稱的意義和引述其由來。這可能是首次發現這顆小行星之後好幾年後的事了。若是一度遺失的小行星可能在幾十年之後再被發現才會獲得最後的指定序號。如果一顆小行星在獲得指定序號後十年尚未被命名，則廣泛的對軌道的測定有貢獻，而賦予不同臨時名稱的觀測者給與命名的權利，或是觀測者所屬的天文台也可以取得命名的權利。WGSBN也可以逕行對一顆小行星命名，這種情形經常發生在指定序號是數千的整數上。
近幾年來，自動搜尋的高效率，使得像是LINEAR或LONEOS都已經發現數以萬計新的小行星，所以WGSBN限制這些大量的發現者每兩個月最多只能命名兩顆小行星，因此絕大多數目前新發現的小行星都還沒有正式的名稱。
在IAU的規則下，名字必須是可以讀得出來的，最好是一個單字或詞（像是(5535) 安妮法蘭克），但是還是有例外，像是(9007) 007，並且自1982年起還限制包括空格和連字符號最多只能有16個字母。伴隨著變音符號的字母也可以接受，但是在日常使用的英文中通常會被省略。(4090)  Říšehvězd是擁有最多變音符號（4個）的小行星名字。軍事和政治領導人物除非已經過世超過100年，否則他們的名字是不適合用來命名小行星的。如今，不接受用寵物的名稱來命名，但有一些是過去已經命名的，則既往不咎。已知成功的用於業務、產品或公司名稱的人名，以及類似於廣告、文宣等的引文，也不會被接受。
異想天開的名稱可以用於相對而言較普通的小行星（像是(26858)  Misterrogers），但是那些屬於某些動力集團的小行星，得遵循更嚴格的命名方案。
- 特洛伊小行星（那些與木星有著1:1軌道共振天秤動的）使用特洛伊戰爭中的英雄來命名。在拉格朗日點L4的以希臘戰士的名字命名，像是(588) 阿基里斯，在L5的以特洛伊的戰士命名，像是(884) Priamus。
- 木星外的小行星：超越或接近巨大行星軌道，但是不在穩定共振軌道上的小行星，以半人馬的諸神命名，像是(2060) 凱龍。
- 與海王星有3:2平均運動共振的天體（即冥族小天体），以神話中冥府諸神相關聯的名字命名。例如(90482) 亡神星。
- 傳統古柏帶天體以與開天闢地、創世紀有關的神祇名稱（不一定來自希臘或羅馬神話）來命名。像是(50000) 創神星。
- 接近或跨越地球軌道的小行星仍然使用神話的名稱，而且最好是男性的。例如(1862) 阿波羅。

## 天体的汉语名称
- 名称审定由中国名词委天文学名词审定委员会进行。
- 如果国际上采用编号，则汉语也用编号。
- 星座：格式为“某某座”，汉语星座名大部分为国际88星座的意译名称。个别名称则是汉语另起的，如南极座（本指八分仪）、麒麟座（本指独角兽）、杜鹃座（本指大嘴鸟）。
- 恒星：原则上，如果恒星有传统中文名称，则使用传统中文名称，如“北落师门”等。但由于很多恒星的传统中文名过于罕用，也常用汉译拜耳命名法取代。若国际名采用编号，则汉语名使用相同编号。
  - 汉译拜耳命名法：格式为“星座名+希腊字母”，星座名采用全称或省略“座”字，希腊字母采用希腊字母原型，不音译为汉语，也不拉丁化。如：南门二为“半人马（座）α”，而对应的英文名Alpha Centauri，则是星座名（属格）在后，希腊字母（拉丁化）在前。
  - Proxima Centauri由于是除太阳外距离地球最近的恒星，因此意译为“比邻星”。
- 行星：水星、金星、火星、木星、土星为传统名称，天王星、海王星是意译。
  - 小行星：常见小行星有意译的汉语名，格式为“某某星”，以“某神星”、“司某星”最为常见，如谷神星、智神星、司法星、海女星等，不常见的小行星则采用音译。
  - 冥王星由于原先被认为是（大）行星，因此，采用与天王星、海王星一样的“某王星”命名法。冥王星被降级时，有人提议改称“冥神星”，但最终没有实施。
- 卫星：格式为“A卫B”，A为所环绕的天体的第一个字，B为国际上的卫星编号，用汉字书写，如木卫四、土卫六、冥卫一等。也有使用音译的情况，如歐羅巴，或並用，即木衛一埃歐的形式。
- 彗星：格式为“某某彗星”[12][13][14]，国际上，彗星多用发现者命名，因此，汉译名称往往是“人名的汉译名+彗星”。如哈雷彗星等。如果人名为两人的，两人之间用连接号“-”连接，如海尔-波普彗星。
- 流星雨：以流星雨輻射點所屬星座名命[15]
- 星云、星系等：如果有俗名，则往往意译为汉语，如蟹状星云、风车星系等。
- 外星表面特征：对地理通名部分（山、峰、谷、海、洋、湖等）采用意译，专名部分有的是音译（词源为人名、地名为主，如奥林帕斯山），有的是意译（词源为形容词为主，如风暴洋、静海等）。

## 外部連結
- Cometary designation system（页面存档备份，存于） from Minor Planet Circulars 23803-4
- Committee on Small Body Nomenclature
- Dictionary of nomenclature of astronomical objects（页面存档备份，存于）
- How do planets and their moons get their names?（页面存档备份，存于）
- IAU on Naming Astronomical Objects（页面存档备份，存于）
- IAU specifications for nomenclature（页面存档备份，存于）
- James Kaler on star names
- New- And Old-Style Minor Planet Designations（页面存档备份，存于） from the Minor Planet Center
- Who named the planets and who decides what to name them?（页面存档备份，存于）